# Acer beckianum
Acer beckianum — вимерлий вид клена, описаний на основі однієї викопної деревини. Вид відомий виключно з відкладень середнього міоцену, відкритих у центрі Вашингтона в США. Це один із трьох видів кленів штату Вашингтон, описаних у 1961 році зі скам'янілої деревини.

## Опис
Деревина демонструє чіткі кільця росту, які відокремлені одне від одного одним або двома шарами товстостінних сплощених волокон. Судини в деревині здебільшого поодинокі та мають овальний або округлий контур. У згрупованому вигляді судини представлені в комплектах переважно з двох і трьох, хоча відомі рідкісні групи з чотирьох і п'яти. У середньому клітини судини мають довжину від 102 до 408 нм з горизонтальними або похилими торцевими стінками, що примикають до наступної клітини судини, і простою перфораційною пластиною, що забезпечує проходження рідини через стінку клітини. Деревина має веретеноподібні деревні промені, зазвичай у групах по три, які складаються з одного типу клітин.